# Thankmarsfelde
Thankmarsfelde (später Dammersfeld) war ein Ort bei Mägdesprung im Harz im heutigen Sachsen-Anhalt vom 10. bis zum 15. Jahrhundert. Von 970 bis 975 befand sich dort ein Benediktinerkloster.

## Geschichte

### Gründung
Wann der Ort gegründet wurde, ist unbekannt. Er war eine der ältesten Siedlungen im Unterharz. Der Name geht wahrscheinlich auf einen Lokator Thankmar zurück, möglicherweise Thankmar, den ältesten Sohn König Heinrichs I. (?).

### Kloster
Am 29. August 970 wurde an der Kirche von Thangmaresfeld ein  Marienkloster durch Erzbischof Gero von Köln und dessen Bruder Markgraf Thietmar der Lausitz  zur Erinnerung an ihren Vater Christian, einen Schwager von Markgraf Gero der Ostmark, gegründet und dotiert. Die Klostergründung wurde am 25. Dezember 971 von Papst Johannes XIII. bestätigt. Im Jahre 975 wurde das Kloster wegen extremer Bedingungen im vorangegangenen Winter auf Bitten der Mönche mit Zustimmung Kaiser Ottos II. nach Nienburg an der Saale verlegt. Ein weiterer Grund könnte die günstigere Lage zum slawischen Gau Serimunt und dessen Missionierung gewesen sein. Abt Hagano soll mit einigen Konventualen im Harz geblieben sein und eine Klause in Hagenrode im Selketal gegründet haben.

### Weitere Entwicklung
1400 noch als Dameresfelde erwähnt, wurde das Dorf im 15. Jahrhundert aufgegeben.
1758 ließ Fürst Viktor Friedrich von Anhalt-Bernburg auf seiner Gemarkung ein Vorwerk mit einer Stuterei anlegen, das 1796 zu einer Meierei  umgestaltet bis 1816 von einer Schweizer Familie bewirtschaftet wurde. (Die Lichtlöcher eines früheren Stollens, in der die Milchprodukte lagerten, heißen heute noch "Schweizer Löcher".) An das mittelalterliche Dorf erinnert seit dem 19. Jahrhundert der Forstort "Dammersfeld".
1987/88 konnten die Grundmauern des Chorraumes der alten Thankmarsfelder Kirche freigelegt werden.